# Przechlewo
Przechlewo (kaschubisch Przechlewò; deutsch Prechlau) ist ein Dorf und Sitz der gleichnamigen Landgemeinde im Kreis Czluchów in der polnischen Woiwodschaft Pommern.

## Geographische Lage
Przechlewo liegt am Kreuzungspunkt der Straßen von Rzeczenica (Stegers, an der Landesstraße 25 Bobolice (Bublitz) – Oleśnica (Oels)) nach Konarzinki (Klein Konarczyn, an der Woiwodschaftsstraße 212 Osowo Lęborskie (Wussow) – Bytów (Bütow) – Chojnice (Konitz) – Zamarte (Bornstetten)) und von Koszała (Flötenstein) nach Człuchów (Schlochau). Die Kreisstadt ist etwa 20 Kilometer entfernt. Eine Bahnanbindung besteht nicht mehr.
Przechlewo ist ein langgestrecktes Straßendorf mit der Funktion eines kleinen Marktfleckens im stadtarmen Nordosten des Powiat Człuchowski. Das Ortsbild zeigt städtischen Charakter mit Marktplatz, gepflasterten Straßen, dicht aneinandergebaute Häuser, Geschäfte mit Schaufenstern und einer Badeanstalt im Dorfsee.

## Geschichte

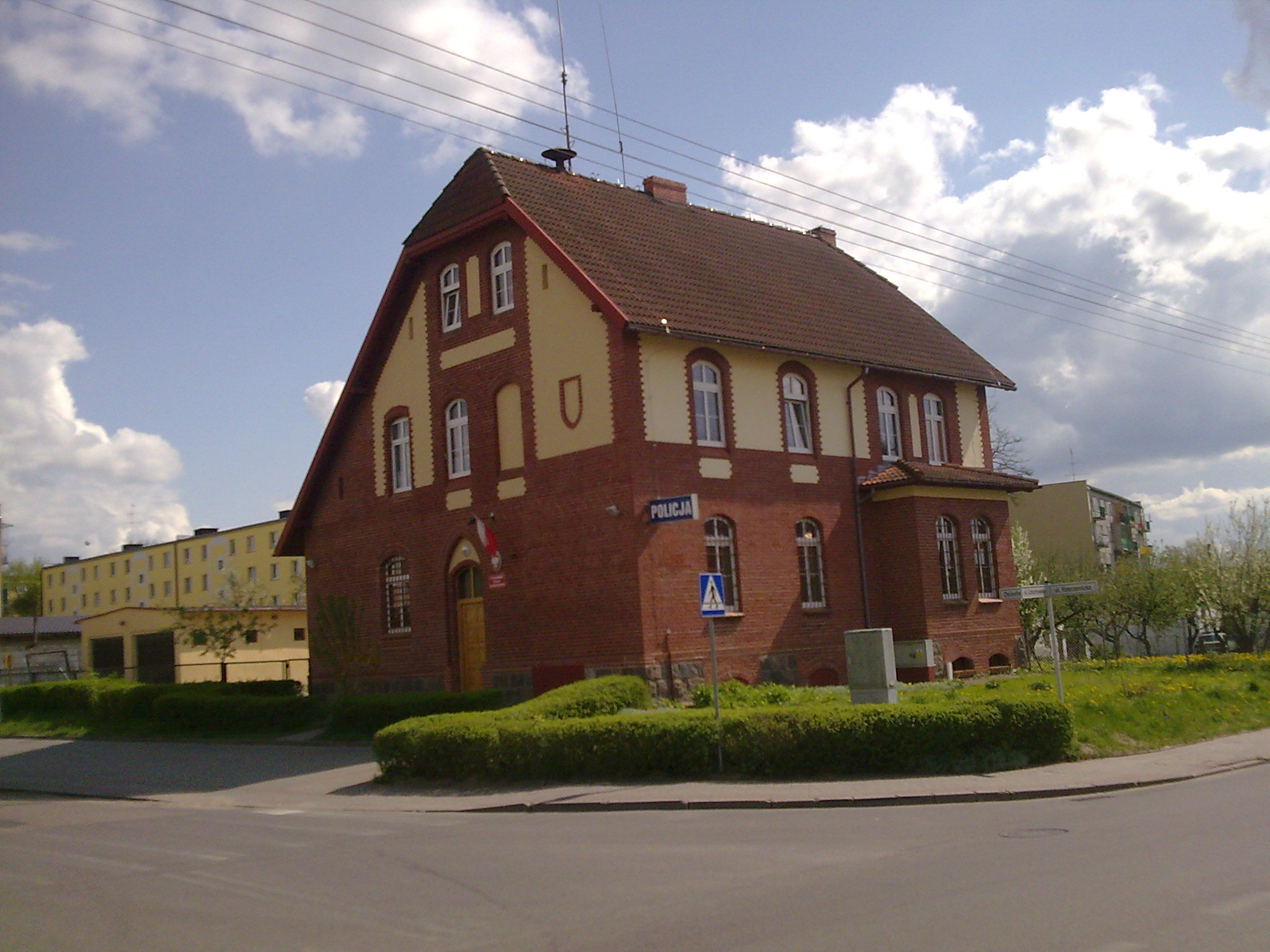
Das Dienstgebäude des örtlichen Polizeikommissariats

Im Jahre 1341 stellte Hochmeister Dietrich von Altenburg dem Titzold von Roneburg eine Handfeste aus, gemäß derer er die 70 Hufen mit Bauern zu besetzen hatte. Der dorfhere zcu Prechlow wechselte 1350, als Ulrich von Lichtenberg es übernahm. Die Hussiten zerstörten 1433 das Dorf. In polnischer Zeit wurde das Schulzengut aufgeteilt.
1737 tobte ein Orkan über Prechlau und zerstörte das Dorf.
Von 1939 bis 1945 war Prechlau ein Dorf im Landkreis Schlochau im Regierungsbezirk Grenzmark Posen-Westpreußen der preußischen Provinz Pommern, zwischen 1922 und 1939 Provinz Grenzmark Posen-Westpreußen. 1945 kam es zu Polen und ist heute Ortsteil mit Sitz der Gmina Przechlewo im Powiat Człuchowski der Woiwodschaft Pommern (bis 1998 Woiwodschaft Stolp). 1939 hatte Prechlau 2.028 Einwohner, heute leben in Przechlewo 2.826 Menschen.

## Kirche

### Katholische Kirche
Die St.-Anna-Kirche in Prechlau von 1720 wird schon in der Ordenszeit einen Vorgängerbau gehabt haben. Der Fachwerkbau mit Holzturm wurde zwischen 1898 und 1901 durch ein massives Querschiff erweitert.
Die Mehrheit der Bevölkerung von Prechlau war vor 1945 katholisch. 1925 bekannten sich 61,5 % der Einwohner zur katholischen Konfession. Nach 1945 ist die Zahl der Katholiken in Przechlewo noch stark angestiegen. Der Ort blieb Pfarrsitz und gehört nun zum Dekanat Borzyszkowy (Borzyszkowo) im Bistum Pelplin der Katholischen Kirche in Polen.

### Evangelische Kirche
Die evangelische Gemeinde in Prechlau ist bis in das 16. Jahrhundert zurückzuführen und war – trotz Gegenreformation – um 1700 noch recht groß. Das Dorf wurde – in Abtrennung von Sampohl – 1889 Pfarrsitz und gehörte zum Kirchenkreis Schlochau in der Kirchenprovinz Westpreußen der Kirche der Altpreußischen Union. 1896/97 wurde ein eigenes Gotteshaus gebaut, das allerdings wegen Schwammbefall wieder abgerissen werden musste. Der Neubau entstand 1911. 1922 kam die Kirchengemeinde an die Kirchenprovinz Posen-Westpreußen.
Zwischen 1889 und 1945 amtierten in Prechlau drei evangelische Pfarrer: Paul Albrecht Otto Hartwig, 1889–1898, Heinrich Hugo Gerhard Borowski, 1898–1928 und Erwin Zarbock, 1930–1945.

## Schule
Eine Schule gab es in Prechlau bereits im Jahre 1653. Damals fehlte allerdings dem Dorf ein Lehrer.

## Persönlichkeiten
- Robert Hilgendorff (1856–1912), deutscher Rittergutsbesitzer und Politiker
- Georg Wieland (* 1937), deutscher Philosoph und katholischer Theologe
- Jan Lubiński (* 1953), polnischer Arzt (Genetiker) und Professor
- Marta Żmuda Trzebiatowska (* 1984), polnische Schauspielerin

## Gmina Przechlewo
Die Landgemeinde Przechlewo umfasst eine Fläche von 243,88 km², was 15,49 % der Gesamtfläche des Powiat Człuchowski entspricht. 52 % der Gemeindefläche sind Wald. Das Gemeindegebiet wird von vielen kleinen Seen.

## Verkehr
Das Straßenverkehrsnetz in der Gmina Przechlewo wird lediglich von Nebenstraßen gebildet, die jedoch schnell Anschluss an Hauptverkehrsstraßen wie die Landesstraße 25 (bei Rzeczenica (Stegers)) oder die Woiwodschaftsstraße 212 (bei Konarzinki (Klein Konarczyn)) herstellen. Auch die Kreisstadt Człuchów (Schlochau) ist günstig zu erreichen.
Die Gmina Przechlewo verfügt über keine direkte Bahnanbindung mehr. Die nächste Bahnstation ist in der Stadt Człuchów.
Im Jahre 1902 wurde eine Eisenbahnstrecke von Schlochau nach Reinfeld im Landkreis Rummelsburg i. Pom. eröffnet. Sie bediente fünf Ortschaften der heutigen Landgemeinde: Ulrichsdorf (Czosnowo), Sampohl (Sąpolno), Prechlau (Przechlewo), Neuguth (Nowa Wieś) und Neubraa (Nowa Brda). Der Personenverkehr wurde 1991 eingestellt und die Strecke nach Reinfeld (Slosinko) 2006 demontiert.